# Castillo de Bell-lloc
La masía y antiguo Castillo de Bell-lloc forman parte de una finca que está ubicada dentro del término municipal de La Roca del Vallés (Vallés Oriental) pero tocando a la población de Cardedeu, en Cataluña (España). Antiguamente eran las tierras de los condes de Bell-lloc y hasta principios del siglo XIX fueron un municipio independiente. La finca actualmente tiene más de 124 hectáreas, la mayor parte de la superficie está cubierta por bosque mediterráneo de encinas y pinos pero también hay campos de cultivo, árboles frutales y 9 hectáreas de instalaciones escolares.

## Historia

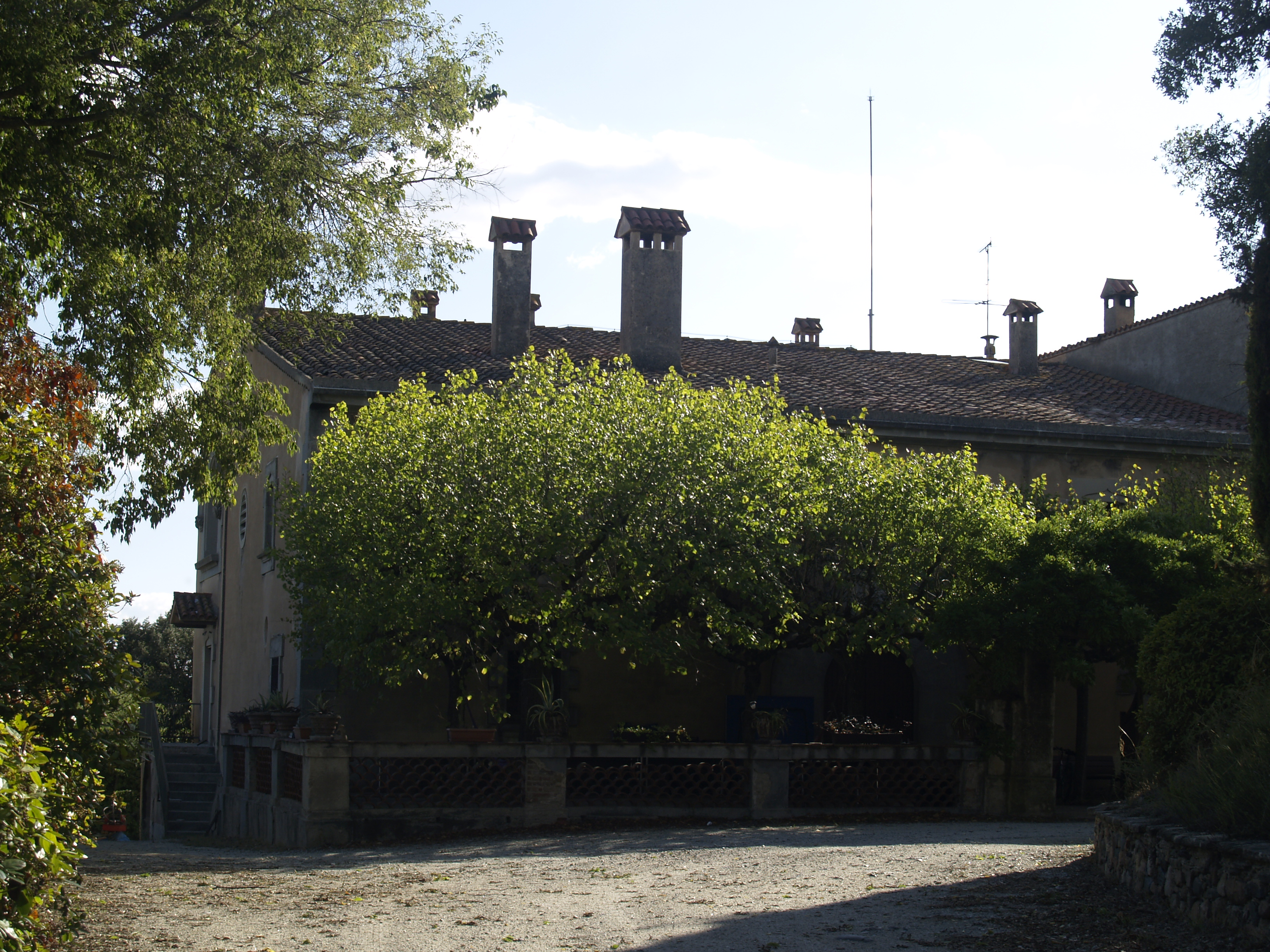
Caserío delante del Castillo de Bell-lloc

Los orígenes del castillo de Bell-lloc se remontan a principios del siglo XI cuando al restaurador del monasterio de Sant Pau del Campo de Barcelona, Geribert Guitard, le dieron el castillo de Bell-lloc y su capilla de San Pedro. En 1314 recuperaron la señoría, que continuaron sus sucesores.
El título de conde de Bell-lloc fue concedido por el rey-archiduque Carlos III. En 1707 el señor de Bell-lloc era el sargento mayor de infantería y tesorero del ejército del Ampurdán, Ramon de Bell-lloc y de Macip. Este convirtió la antigua torre maestra en capilla dedicada a Sant Pau. Durante la Guerra de la Independencia el castillo fue casi destruido.
En 1787, en el censo de Floridablanca, el castillo de Bell-lloc constituía un pueblo independiente con su alcalde. El año 1836 fue agregado a la Roca del Vallés.
El año 1944 la familia Bell-lloc vendió las tierras.